# Who Put the M in Manchester?
Who Put the M in Manchester? è un video del cantante inglese Morrissey.
Pubblicato il 4 aprile del 2005 dalla Sanctuary/Attack Records, il DVD documenta l'esibizione live del cantante alla Manchester Evening News Arena del 22 maggio 2004.

## Il concerto
Questo live è stato uno dei più memorabili del 2004, anche perché segna il ritorno di Morrissey nella sua Manchester, dopo un'assenza di 12 anni e nel giorno del suo 45º compleanno. La data fece registrare il soldout, con 18.000 biglietti venduti in soli 90 minuti. Di supporto si esibirono Damien Dempsey e i Franz Ferdinand.
L'inizio del concerto venne preceduto dal brano Imperfect List dei Big Hard Excellent Fish (una traccia spoken-word in cui viene elencata una lista di 64 nomi di persone e cose), alla fine del quale Morrissey, entrando in scena, abbozza un inizio accappella dei primi quattro versi di My Way di Frank Sinatra prima di presentare il brano d'apertura, First of the Gang to Die. Verso la fine dell'esibizione, prima del bis con There Is a Light That Never Goes Out, Morrissey saluta gli spettatori dicendo: "Oh Manchester, nothing to answer for" (citando una rima di Suffer Little Children degli Smiths che recita Oh Manchester, so much to answer for) e poi "avete reso vecchio un uomo molto felice" (parafrasando il detto inglese "avete fatto felice un uomo vecchio"). Qualsiasi cosa accada vi prego, non dimenticatemi.." Alla fine della sua parte vocale nel brano ha quindi gettato la sua camicia al pubblico, prima di uscire di scena, seguito, ad uno ad uno, dai componenti della band.
Il video del concerto è diretto da Bucky Fukumoto e venne trasmesso in tv (tranne cinque canzoni) nel 2004 e, una seconda volta, all'inizio del 2005. La copertina del DVD ritrae Morrissey fotografato durante lo stesso live.

## Tracce
1. First of the Gang to Die
2. Hairdresser on Fire
3. Irish Blood, English Heart
4. The Headmaster Ritual
5. Subway Train / Everyday Is Like Sunday
6. I Have Forgiven Jesus
7. I Know It's Gonna Happen Someday
8. How Can Anybody Possibly Know How I Feel?
9. Rubber Ring
10. Such a Little Thing Makes Such a Big Difference
11. Don't Make Fun of Daddy's Voice
12. The World Is Full of Crashing Bores
13. Let Me Kiss You
14. No One Can Hold a Candle to You
15. Jack the Ripper
16. A Rush and a Push and the Land Is Ours
17. I'm Not Sorry
18. Shoplifters of the World Unite
19. There Is a Light That Never Goes Out

## DVD extra
1. Irish Blood, English Heart (video)
2. First of the Gang to Die (UK version video)
3. First of the Gang to Die (US version video)
4. I Have Forgiven Jesus (video)
5. Irish Blood, English Heart (live at Move Festival 2004)
6. Everyday Is Like Sunday (live at Move Festival 2004)
7. First of the Gang to Die (live at Move Festival 2004)
8. I Have Forgiven Jesus (live at Move Festival 2004)
9. There Is a Light That Never Goes Out (live at Move Festival 2004)

## Formazione
- Morrissey – voce
- Boz Boorer - chitarra, clarinetto, voce
- Gary Day - basso
- Dean Butterworth - batteria